# El biólogo dialéctico
El biólogo dialéctico (en inglés: The Dialectical Biologist) es un libro de 1985 del ecologista Richard Levins y el biólogo Richard Lewontin, en el que los autores esbozan un enfoque dialéctico de la biología. Ven la "dialéctica" más como un conjunto de preguntas sobre la investigación biológica, un arma contra el dogmatismo, que como un conjunto de respuestas predeterminadas.
Se centran en la relación (dialéctica) entre el "todo" (o totalidad) y las "partes". "La parte hace el todo y el todo hace la parte". Es decir, un sistema biológico de algún tipo consta de una colección de partes heterogéneas. Todos estos contribuyen al carácter del todo, como en el pensamiento reduccionista. Por otro lado, el todo tiene una existencia independiente de las partes y se retroalimenta para afectar y determinar la naturaleza de las partes. Este vaivén (dialéctica) de causalidad implica un proceso dinámico.
Por ejemplo, la evolución darwiniana apunta a la competencia de una variedad de especies, cada una con miembros heterogéneos, dentro de un entorno dado. Esto lleva al cambio de especies e incluso al surgimiento de nuevas especies. Un biólogo dialéctico acepta completamente esta imagen y luego busca formas en las que las criaturas en competencia (que sirven como conflictos internos en el medio ambiente) conducen a cambios. Los cambios se manifiestan en las propias criaturas, a través de las criaturas que adoptan adaptaciones biológicas que les proporcionan ventajas, y en el propio medio ambiente, como cuando la acción de los microbios fomenta la erosión de las rocas. Además, cada especie es parte del "entorno" de todas las demás.